# Proces-verbaal
Een proces-verbaal is een schriftelijke weergave waarin iemand (vaak een ambtenaar) verslag uitbrengt van in zijn of haar aanwezigheid geconstateerde feiten en omstandigheden, zijn of haar verrichtingen en de persoonsgegevens van betrokkenen en getuigen. Een proces-verbaal is daarmee een bewijs van wat die persoon heeft gezien en geconstateerd. De bekendste vorm van proces-verbaal is een door de politie of parkeerwacht uitgeschreven bekeuring. Men vindt processen-verbaal daarnaast onder meer bij verkiezingen en examens, bij rechtbanken en bij bepaalde notariële handelingen.

## Nederland

### Politie
In een proces-verbaal worden zowel aangiftes van overtredingen als overtredingen vastgesteld en eventueel de naam van een verdachte en diens verklaring. Bij aangifte is er een verklaring van het slachtoffer. Een ingevulde combibon bevat een "mini-proces-verbaal".

### Verklaring van verdachte
Een proces-verbaal kan in beginsel worden aangemerkt als wettig bewijsmiddel en wel als schriftelijk bescheiden (art. 344(1) 2* Sv). Hierin is vastgelegd dat zij in wettelijke vorm opgemaakt moeten zijn door colleges en personen die daartoe bevoegd zijn en de mededeling moeten bevatten van feiten/omstandigheden die door henzelf zijn waargenomen of ondervonden. Qua inhoud worden dezelfde eisen gesteld als aan ter zitting afgelegde verklaringen.

#### Ongelukken
Een proces-verbaal wordt opgemaakt door de politie wanneer een ongeluk of gebeurtenis heeft plaatsgevonden. Er wordt vastgesteld hoe een ongeluk verlopen is en, zo bekend, wat de oorzaak was. Het proces-verbaal wordt gecontroleerd door autoverzekeringen.

#### Verkeer
Ook bij verkeersovertredingen stelt de politie steeds een proces-verbaal op. Dit proces-verbaal dient binnen de 14 dagen te worden opgestuurd aan de overtreder. Indien de termijn van 14 dagen niet wordt nageleefd betekent dit niet dat er met het proces-verbaal geen rekening meer zal gehouden worden, of dat het proces-verbaal nietig is geworden. Het proces-verbaal blijft geldig, maar verliest zijn bijzondere bewijswaarde tot bewijs van het tegendeel. In dat geval zal het dus iets eenvoudiger zijn om de vaststellingen die erin zijn opgenomen voor de rechtbank te betwisten.

### Rechtbank
Daarnaast wordt het begrip proces-verbaal in de rechtspraktijk gebruikt. Van een zitting van een rechterlijk college wordt een proces-verbaal opgemaakt. Daarin wordt vastgelegd wat er in de zitting is gebeurd en wat door de rechters en de partijen en hun advocaten is gezegd, of als het een strafzaak is, door de officier van justitie en de verdachte en diens advocaat.

### Verkiezing
In een proces-verbaal wordt volgens een instructieboek vastgesteld wat stembureauleden hebben gedaan en uitgevoerd. Bezwaren van kiezers worden ook genoteerd. De totalen na telling van het aantal stembiljetten wordt vastgesteld. Ook worden er afwijkingen met redenen vastgesteld. Ook wordt het aantal stemmen per partij of per kandidaat vastgesteld. Verdachte omstandigheden of onregelmatigheden bij tellen en stemmen worden vastgesteld. Dit proces-verbaal wordt gecontroleerd door een ambtenaar van de gemeente of centrale kiesraad.

### Examens in het secundair onderwijs in Nederland
In een proces-verbaal wordt het aantal examenkandidaten vastgesteld. Ook moeten surveillanten toezicht houden op het examenwerk van de kandidaten. Er wordt vastgesteld wanneer de kandidaat kan beginnen met het examenwerk. Op deze manier wordt voorkomen dat er examenfraude plaatsvindt. De processen-verbaal worden gecontroleerd door de onderwijsinspectie.

### Vergezeld bewijs
Bij het behalen van wereldrecords die men in het Guinness Book of Records wil laten opnemen, wordt er ook gebruikgemaakt van processen-verbaal. Een notaris of gerechtsdeurwaarder schrijft dan een proces-verbaal en zendt het naar Guinness.

### Benoeming van ambtenaar
Er wordt vastgesteld dat een ambtenaar de eed of belofte heeft afgelegd voor een benoeming.

### Geboorte van troonopvolger
Bij de geboorte van een prins of prinses van België, wordt in een proces-verbaal officieel vastgesteld dat er een troonopvolger geboren is.

### Bouw
In de bouwwereld wordt er een proces-verbaal opgesteld ten tijde van de aanbesteding en oplevering van het werk. Het proces-verbaal van aanbesteding vermeldt onder meer welk werk wordt aanbesteed, de gevolgde aanbestedingsprocedure en een staat met de inschrijvers en hun inschrijvingssommen. In het proces-verbaal van oplevering wordt genoteerd welke tekortkomingen er op het moment van oplevering waargenomen worden. Tevens wordt er op het proces-verbaal van oplevering genoteerd wanneer de betreffende punten verholpen dienen te zijn. Zowel de opdrachtnemer als de opdrachtgever ondertekenen het proces-verbaal van oplevering voor akkoord. Op het moment dat alle vermelde punten verholpen of afgehandeld zijn, wordt het proces-verbaal van oplevering voor de tweede maal door de opdrachtnemer en de opdrachtgever voor akkoord en als afgehandeld getekend.